# Роберта (співачка)
Роберта (ісп. Robertha, при народженні Іоланда Гутьєррес, ісп. Yolanda Gutiérrez; нар. 1 січня 1949, Ліма) — перуанська і мексиканська співачка та акторка.

## Життєпис
Народилася 1 січня 1949 року в столиці Перу Лімі. Її мати — перуанська співачка Фетіче (Роза Гутьєррес). Першими кроками на шляху до успіху стали робота моделлю і перемога у конкурсі краси La morena más bella del Perú (Найвродливіша брюнетка Перу). Найбільш успішна частина кар'єри Іоланди, яка взяла собі псевдонім Роберта, прийшлася на період після її переїзду до Мексики. У 1960-х і 1970-х роках її пісні та альбоми регулярно посідали перші позиції в чартах, а пісня «Amor no llores» зробила співачку популярною також в США. Її жанри — латиноамериканська попмузика, болеро, джаз та босанова. Шанувальники, критики і журналісти дали їй прізвисько Robertha La voz del Amor — Роберта, голос кохання.
В кінематографі популярність Роберті принесла одна з головних ролей в антирасистській драмі 1970 року «Білі троянди для моєї чорної сестри» режисера Абеля Саласара, де вона зіграла разом з Лібертад Ламарке та Ірмою Лосано, і де вона також виконала пісню «Angelitos negros». 1979 року з'явилася в невеликій ролі в теленовелі «Багаті теж плачуть», де зіграла секретарку головного героя у виконанні Рохеліо Герра.
У серпні 2016 року вона представляла Перу на Міжнародному фестивалі болеро.
2019 року Роберта взяла участь в мексиканському аналогові телешоу The Voice Senior.

## Особисте життя
Роберта вступила у шлюб з іспанським співаком і музичним продюсером Алехандро Хаеном (Alejandro Jaen). У подружжя народився син, якого також назвали Алехандро.

## Фільмографія
| Рік       |   | Українська назва                    | Оригінальна назва                   | Роль                               |
| --------- | - | ----------------------------------- | ----------------------------------- | ---------------------------------- |
| 1969      | ф | Як кішка з собакою                  | Como perros y gatos                 | співачка в нічному клубі           |
| 1970      | ф | Білі троянди для моєї чорної сестри | Rosas blancas para mi hermana negra | Роберта                            |
| 1972      | ф | Чесна жінка                         | Una mujer honesta                   | —                                  |
| 1973      | ф | Чорна Відіта                        | Vidita negra                        | Відіта                             |
| 1979      | ф | Гаяна: Культ проклятих              | Guyana: Cult of the Damhed          | співачка в комуні                  |
| 1979—1980 | с | Багаті теж плачуть                  | Los ricos también lloran            | Роберта, секретарка Луїса Альберто |
| 2005—2006 | с | Світанок                            | Alborada                            | Паула                              |